# Seweryn Dziewicki
Seweryn Rudolf Dziewicki (ur. 27 marca 1812 w Łukowie, zm. 15 grudnia 1862 w Leominster) – uczestnik powstania listopadowego, działacz Wielkiej Emigracji, mason, poeta, poliglota, nauczyciel, brat stryjeczny Kacpra Dziewickiego.

## Życiorys

### Młodość i powstanie listopadowe

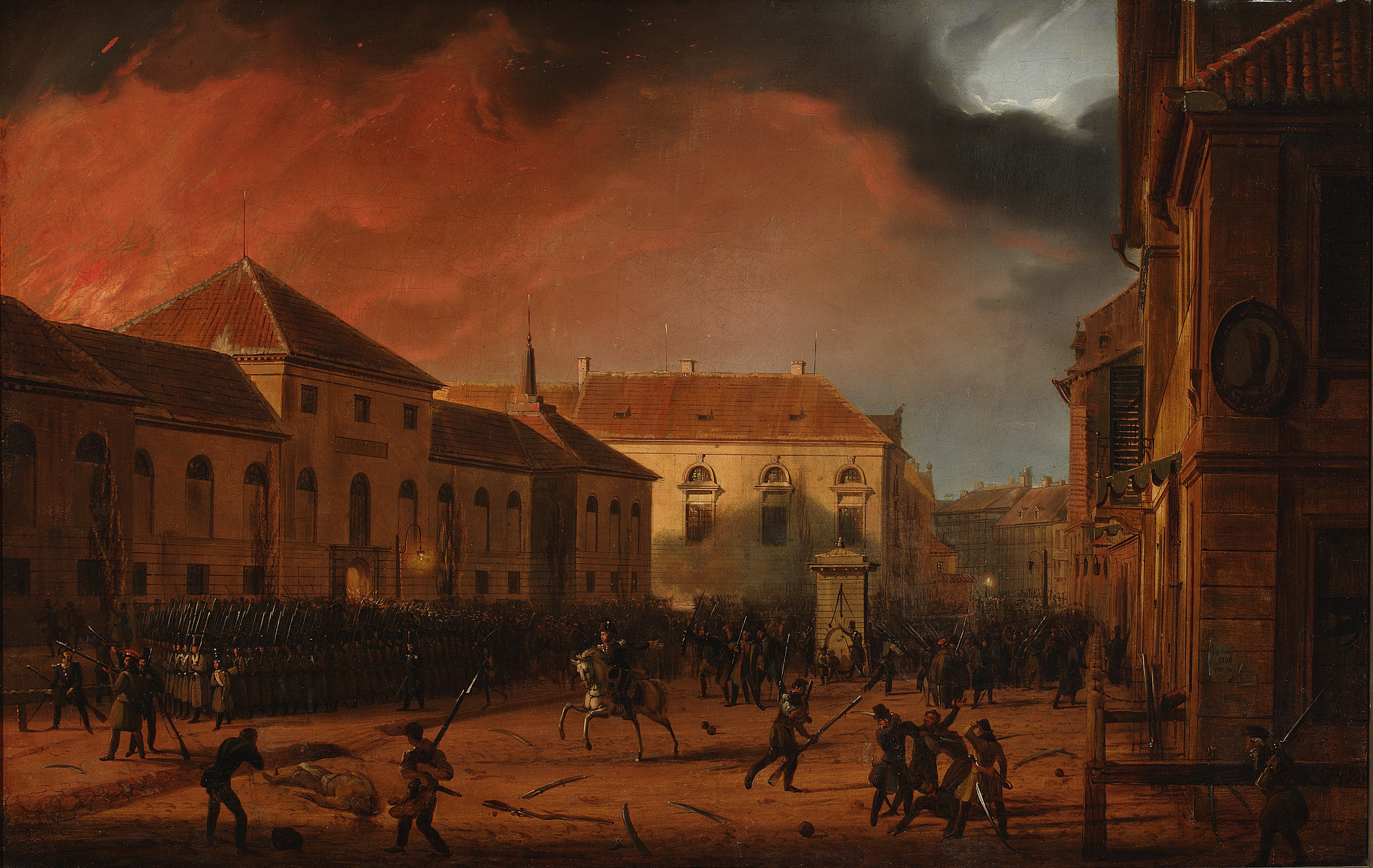
W noc listopadową 1830 r. Seweryn Dziewicki brał udział m.in. w zdobyciu warszawskiej zbrojowni.

Seweryn Dziewicki urodził się w Łukowie w dniu 27 marca 1812 roku, z ojca Jana Dziewickiego i Julianny Joanny z Schulców Dziewickiej. Miał siostrę Elżbietę (niektóre źródła wymieniają także brata Romana).
Jego kuzynem był zaliwszczyk, Kacper Dziewicki.
Studiował prawo i literaturę na Królewskim Uniwersytecie Warszawskim (1829-1830). Wybuch powstania listopadowego zmusił Dziewickiego do przerwania studiów. Brał czynny udział w wydarzeniach nocy listopadowej, m.in. w szturmie na Arsenał warszawski. W grudniu 1830 wstąpił do Gwardii Akademickiej, utworzonej przez prof. Krystyna Lach-Szyrmę, a następnie do gwardii podlaskiej (20 II 1831), 22 Pułku Piechoty i do Legii Litewskiej. U schyłku powstania (1 VIII 1831) zasilił szeregi 6 Pułku Piechoty. W randze kapitana walczył w woj. sandomierskim w korpusie gen. Samuela Różyckiego – z tym też korpusem wszedł do Wolnego Miasta Krakowa (26 IX 1831).

### W Cesarstwie Austrii i we Francji

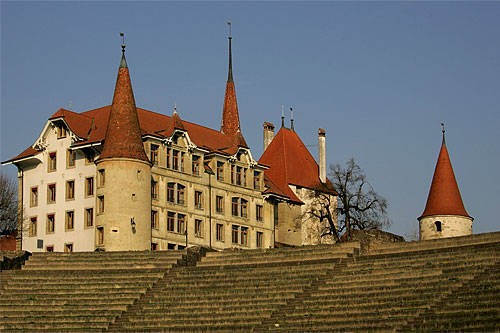
Zamek w Avenches, miejsce tymczasowego internowania (począwszy od 18 lutego 1834) Dziewickiego i innych polskich uczestników wyprawy sabaudzkiej.

Pod koniec września 1831 roku, Dziewicki – w towarzystwie kilku powstańców, m.in. Jana Bartkowskiego – wyruszył z Krakowa przez Olkusz, Zator, Andrychów, Beskid Żywiecki, Żylinę, Komarno do Budy i Pesztu na Węgrzech (2 XI 1831). Na trasie tej Polacy mogli liczyć na ciepłe przyjęcie i pomoc materialną ze strony miejscowej ludności, gdziekolwiek się pojawili – już wówczas byli bowiem kojarzeni z bohaterami walk o wolność. Jednocześnie byli śledzeni i inwigilowani przez tajnych agentów policji austriackiej. W stolicy węgierskiej spotkali się m.in. z poetą Mihálym Vörösmartym oraz innymi sprzymierzeńcami polskich aspiracji niepodległościowych.
Na przełomie lat 1831/1832, Seweryn Dziewicki, naciskany przez policję, przeniósł się do Wiednia, a stamtąd do czeskiego Brna. W międzyczasie podejmował – nie bez trudności – próby uzyskania paszportu do Francji. Ostatecznie na ziemi francuskiej stanął w marcu lub w kwietniu 1832 r.
W pierwszej kolejności został skierowany do Zakładu Emigracji Polskiej w Bourges. Tam, znajdując się w skrajnie trudnych warunkach materialnych, Dziewicki złożył podanie o zapomogę socjalną do Komitetu Narodowego Polski. Podanie Dziewickiego zostało rozpatrzone negatywnie, jednak wkrótce Dziewicki ponownie spotkał się z Janem Bartkowskim, który zapomogę otrzymał i podzielił się nią z przyjacielem. W dniu 1 VI 1832 Seweryn złożył prośbę o pozwolenie na kontynuowanie studiów prawniczych, przerwanych po wybuchu powstania listopadowego. Zamierzał studiować w Strasburgu lub w Montpelier, jednak władze skierowały go do Dijon (jesienią 1832). W czasie studiów Dziewicki zetknął się z ideologią saintsimonizmu, której stał się - na jakiś czas - gorliwym wyznawcą.
Również w Dijon został przyjęty do wspólnoty wolnomularskiej – epizod ten został utrwalony później na inskrypcji grobowej Dziewickiego w Leominster. Był członkiem loży Trójcy Niepodzielnej, mającej swą główną siedzibę w Paryżu. Nie później niż w 1834 roku został członkiem Towarzystwa Demokratycznego Polskiego (nieformalnie zwanego „pierwszą polską partią polityczną”).

### Wyprawa do Frankfurtu i Sabaudii
Pobyt Dziewickiego we Francji trwał niemal dokładnie jeden rok. W dniu 9 kwietnia 1833 roku wyruszył z Dijon wraz z grupą 40 weteranów powstania listopadowego w kierunku Frankfurtu nad Menem, z zamiarem wsparcia tamtejszej rewolucji (Franfkurter Wachensturm). W tym okresie Polacy nie byli jeszcze świadomi, że rewolucja frankfurcka zakończyła się kompletnym fiaskiem jeszcze w dniu wybuchu, tj. 3 kwietnia. Informacja o upadku rebelii w Niemczech zastała ich w górach w okolicach Besançon, w dniu 11 kwietnia (informacji dostarczył przywódca szturmu na Arsenał warszawski w noc listopadową – ppor. Feliks Nowosielski). Zaskoczeni nieoczekiwanym obrotem sprawy polscy rewolucjoniści musieli szybko podjąć jakąś decyzję: wyprawa do Frankfurtu była już mocno spóźniona, a z kolei powrót do Dijon groziłby teraz aresztowaniem. Zdecydowano więc kontynuować marsz na wschód – do Szwajcarii.

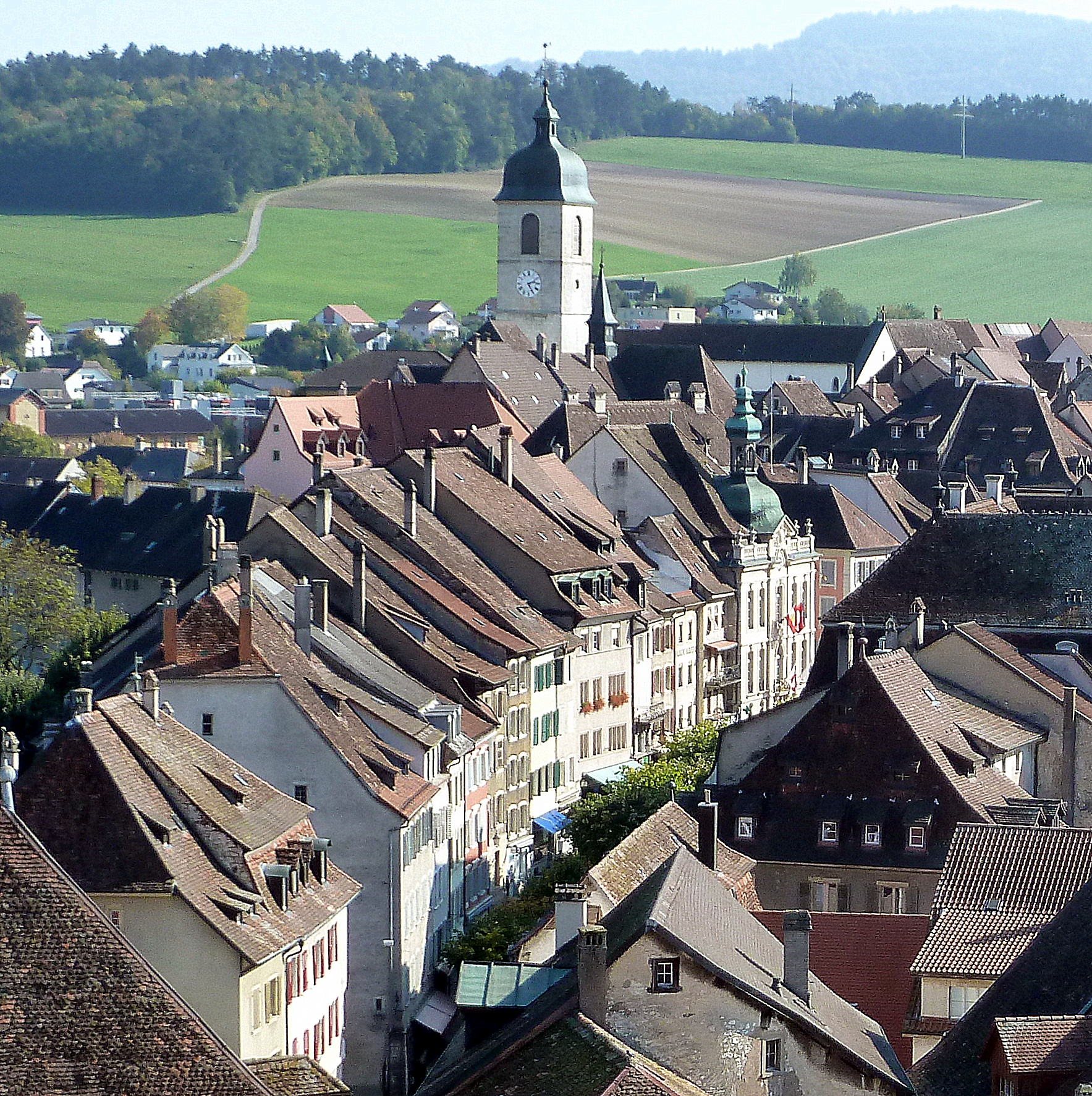
Porrentruy, gdzie Seweryn Dziewicki spędził wraz z towarzyszami broni swoje pierwsze kilka dni na terenie Szwajcarii (od 16 kwietnia 1833).

W kantonie berneńskim Dziewicki i towarzysze pojawili się w dniu 15 kwietnia 1833 r. Lokalne władze niechętnie odnosiły się do obecności rewolucjonistów na ich terenie, jednak musiały liczyć się z opinią publiczną, która sprzyjała Polakom. W miejscowości Porrentruy powstańcy otrzymali nawet rządowe wsparcie finansowe. Zawiązano jednocześnie Centralny Komitet, którego zadaniem było udzielanie wszelkiej pomocy Polakom. Także i bogatsi Polacy z Francji wspierali rodaków w Szwajcarii, m.in. ks. A.J. Czartoryski, Klaudyna Potocka, a ponadto członkowie francuskich lóż wolnomularskich, Francuz Lafayette czy brytyjski polityk Dudley C. Stuart.
W przeciwieństwie do mieszczan, szwajcarskie duchowieństwo odnosiło się z dystansem do polskich żołnierzy, zwłaszcza po publikacji encykliki Cum primum (1832), w której papież Grzegorz XVI potępił powstanie listopadowe jako akt nieposłuszeństwa i buntu przeciw „prawowitej” władzy rosyjskiej. Za głosem kleru poszły i masy chłopstwa szwajcarskiego, przyjmującego bezkrytycznie treść antypolskich kazań głoszonych z ambon kościelnych.
W połowie 1833 r. grupy węglarzy włoskich osiadłych w Szwajcarii, na czele z Giuseppem Mazzinim, rozpoczęły przygotowania do wyprawy militarnej do Sabaudii, z zamiarem wywołania rewolucji w państwach włoskich i - docelowo - do wyzwolenia ich spod władzy austriackiej. W trakcie organizacji ekspedycji, podjęto rokowania m.in. z polskimi weteranami powstania listopadowego, którzy zgodzili się wziąć udział w wyprawie sabaudzkiej w zamian za obietnicę przyłączenia się do walk o wyzwolenie Polski, gdyby rewolucja włoska zakończyła się sukcesem. Stosowną umowę zawiązano w dniu 27 listopada 1833. Seweryn Dziewicki i Jan Bartkowski znajdowali się w grupie żołnierzy mających uczestniczyć w tych wydarzeniach. Seweryn stał się swego rodzaju bardem-pieśniarzem tej grupy; znane są relacje z odczytywania na głos w miejscach publicznych wierszy poetyckich Dziewickiego.
Wyprawa rewolucyjna do Sabaudii również zakończyła się niepowodzeniem. Polskich uczestników ekspedycji, w tym Seweryna Dziewickiego, aresztowano i osadzono w szwajcarskiej twierdzy Avenches (w połowie lutego 1834). Pomiędzy 18 lutego a 20 kwietnia 1834 r. Dziewicki, Bartkowski oraz czterech innych Polaków zostało przeniesionych do miejscowości Erlach w Szwajcarii, gdzie pozostawali aż do momentu otrzymania paszportów do Anglii (20 kwietnia).
Podczas pobytu w Erlach Dziewicki odwiedził m.in. klasztor na wyspie na jeziorze Bielersee, w którym w roku 1765 ukrywał się przed prześladowaniami religijnymi Jean-Jacques Rousseau. Wizyta ta zainspirowała Dziewickiego do napisania wiersza Wyspiarze.

### Na wyspach brytyjskich
20 kwietnia 1834 Seweryn Dziewicki otrzymał od władz szwajcarskich paszport do Anglii, wraz z nakazem wyjazdu. Na Wyspach pojawił się pomiędzy 20 kwietnia a 30 czerwca. Od tej pory Wielka Brytania stała się dla łukowianina drugą ojczyzną, w której spędził resztę (tj. większość) życia.
Po przybyciu do Anglii Seweryn Dziewicki zamieszkał w Londynie, pod adresem 19 Soho Square. W dniu 19 sierpnia 1834 złożył podpis pod manifestem potępiającym politykę ks. A.J. Czartoryskiego. Następnie przeniósł się do Portsmouth, gdzie nauczał polskich niepiśmiennych żołnierzy-chłopów pisania, czytania, liczenia, historii, geografii, języków obcych (francuskiego i angielskiego), a ponadto rozpowszechniał idee o charakterze politycznym (socjalistyczne, demokratyczne).
We wrześniu lub październiku 1834 roku część członków Towarzystwa Demokratycznego Polskiego, w tym Seweryn Dziewicki, przeniosła się na wyspę Jersey. W dniu 25 listopada zawiązali tam sekcję Jersey TDP.
30 października 1835 w Portsmouth powołano do życia pierwszą Gromadę Ludu Polskiego – Grudziąż. Seweryn był jednym z jej ojców-założycieli, choć formalnie swój podpis pod aktem założycielskim złożył dopiero 6 listopada. W Gromadzie pełnił funkcję sekretarza oraz redaktora licznych proklamacji i okólników na tematy filozoficzne i polityczne – ich przekaz był znacznie bardziej radykalny niż publikacje TDP.
Był Dziewicki ponadto członkiem Literary Association of the Friends of Poland (LAFP), jednak w 1837 został wykreślony z listy członków z powodu konfliktu z angielskim urzędnikiem o nazwisku Williams.
Okres 1835-1837 jest opisywany jako „lata głodowe” w życiu Seweryna i polskiej emigracji w Anglii. W 1838 otrzymał zasiłek od rządu – skromny, ale pozwalający utrzymać się przy życiu. W marcu (lub w kwietniu) 1837 Dziewicki ponownie osiadł w Londynie – podjął tam pracę jako nauczyciel języków obcych i literatury starożytnej. W czasie wolnym od pracy brał udział w gorących dysputach na tematy polityczne „przy lulce i kawie” w londyńskich kawiarniach. Pod względem politycznym, wyrażał niezadowolenie z dotychczasowej, półtorarocznej działalności gromad w Portsmouth i na Jersey – w jego opinii, obie organizacje popadły w stagnację, nie wykazywały żadnych oznak dalszego rozwoju; ich oddziaływanie na sprawy publiczne oceniał jako niewystarczające. Z Tadeuszem Krępowieckim naradzał się w sprawie możliwości powołania do życia nowej, aktywniejszej gromady, jednak koncepcja ta nie zyskała uznania w szerszych kręgach emigracji polskiej w stolicy brytyjskiej. Prowadził także rozmowy na temat pomysłu zjednoczenia wszystkich polskich organizacji politycznych na Wyspach w jedno ciało – ale także bez rezultatu.
3 lipca 1837 Seweryn został wykreślony z listy członków Gromad Ludu Polskiego – oficjalnym powodem było pogłębianie się różnic o charakterze politycznym oraz „zdrada ideałów” organizacji. Wkrótce po rozstaniu z demokratami, Dziewicki zbliżył się do obozu konserwatystów. 2 kwietnia 1838 Seweryn Dziewicki i Tadeusz Krępowiecki założyli słabo znaną, niewielką organizację (liczącą 11 członków) o nazwie Towarzystwo Wyznawców Obowiązków Społecznych.
Z upływem czasu poglądy polityczne Dziewickiego stopniowo i konsekwentnie zbliżały go do obozu prawicy emigracyjnej. W 1844 został członkiem tajnego Związku Insurekcyjno-Monarchicznego (kierowanego przez Narcyza Olizara), a także członkiem Ogółu Emigracji Polskiej. Jeszcze w roku 1846 niektóre źródła wciąż wskazywały na polityczną aktywność Seweryna Dziewickiego, np. jego nazwisko figurowało na liście członków Grona Londyńskiego, na czele którego stali ks. A.J. Czartoryski oraz Lord Dudley Stuart. Po tym okresie nastąpiło wycofanie się Seweryna Dziewickiego z życia publicznego oraz zerwanie kontaktów z rewolucjonistami.

### Życie prywatne

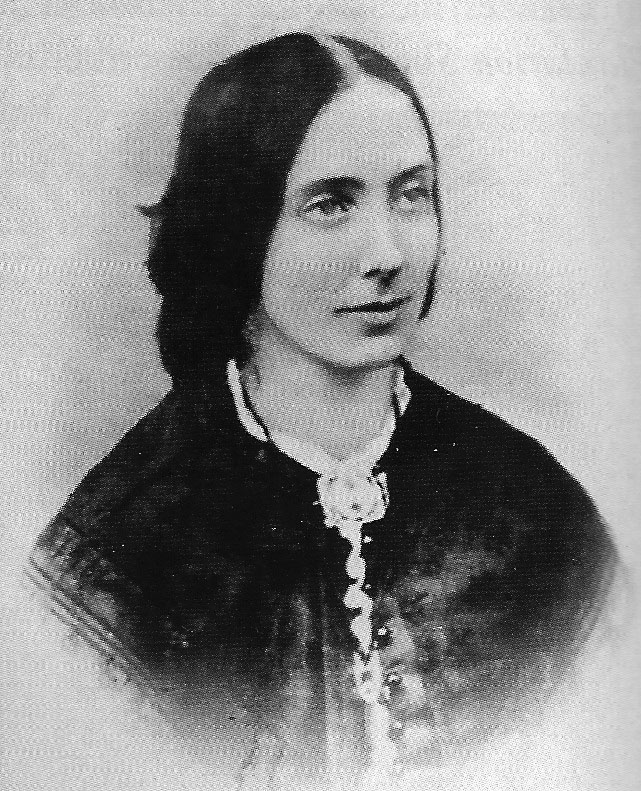
Jane Dziewicka (1826-1902), małżonka Seweryna Dziewickiego.

W latach 40. XIX wieku podczas pobytu w Bridgwater Seweryn Dziewicki poznał angielską kwakierkę i nauczycielkę – Jane Jones (1826-1902) z Hereford. Znajomość ta przerodziła się wkrótce w gorące uczucie, które pomimo pewnych przeciwności (dezaprobata rodziców Jane wobec perspektywy związku ich córki z o 14 lat starszym katolikiem z Polski) zaprowadziło oboje przed ołtarz. Ślub Seweryna i Jane został zawarty w dniu 29 grudnia 1849 roku w kościele św. Mikołaja w Hereford. Spośród członków rodziny Jane na uroczystości pojawiła się jedynie jej siostra.
Ze związku Seweryna i Jane zrodziło się pięcioro dzieci. Najstarszy syn, Michał Henryk Dziewicki, był wykładowcą języka angielskiego na Uniwersytecie Jagiellońskim w latach 1896-1928. Córkę Gertrudę Dziewicką (1861-1948) sportretowała w roku 1897 Olga Boznańska. Żadne z dzieci Dziewickich nie doczekało się własnego potomstwa.
Po wycofaniu się z życia publicznego Seweryn Dziewicki zarabiał jako nauczyciel języków obcych. Z rodziną mieszkał w różnych miejscowościach w zachodniej Anglii: Bridgwater, Hereford, Tenbury. Zmagał się z depresją (zwaną wówczas „melancholią”), a także z uzależnieniem od alkoholu, które utrudniało mu pozyskiwanie nowych źródeł zarobkowania w charakterze nauczyciela.

### Okoliczności śmierci
Seweryn Dziewicki utonął w nurtach rzeki Lugg w Leominster, wieczorem 15 grudnia 1862 roku. Ostatni raz widziano go żywego o godz. 18.30 w pubie przy stacji kolejowej w Leominster – według relacji świadka, Seweryn miał wówczas znajdować się pod wpływem alkoholu. Po ujawnieniu zwłok w dniu 24 grudnia 1862 r., unieruchomiony zegarek Dziewickiego wskazywał godz. 18.50.
Nieznane są bliżej okoliczności jego śmierci – oficjalną przyjętą w śledztwie hipotezą był nieszczęśliwy wypadek. Brytyjska historyk Liz Pitman nie wyklucza jednak wersji samobójstwa, a teoria wypadku mogła – według Liz Pitman - stanowić jedynie „umyślny akt uprzejmości” ze strony śledczych, którzy nie chcieli wiązać samobójstwa (uznawanego wówczas za czyn przestępczy) z nazwiskiem Dziewickich, powszechnie szanowanej w Hereford rodziny.
Ponadto w brytyjskiej prasie pojawiały się spekulacje, według których Seweryn Dziewicki mógł paść ofiarą zabójstwa. Jako możliwego sprawcę śmierci Seweryna wymieniano niejakiego Thomasa Watkinsa, skazanego za zabójstwo żony.
Ciało polskiego powstańca listopadowego spoczęło na cmentarzu przy Leominster Priory Church.

## Twórczość poetycka
W pierwszych miesiącach i latach po upadku powstania listopadowego Seweryn Dziewicki uprawiał poezję patriotyczną; zachowało się co najmniej kilka wierszy, w których polski żołnierz wyrażał tęsknotę za krajem i bliskimi, porzuconych w wyniku przymusowej emigracji. Był to m.in. wiersz Pożegnanie Ojczyzny, napisany w drodze do Budy i Pesztu jesienią 1831 r.
Inne wiersze, napisane w 1832 r. na Węgrzech, to np. Do Węgrów, Czeska granica, Pieśni z ust ludu karpackiego. Po wyjeździe do Francji Dziewicki napisał Poemat o Żiżce (Dijon, 1832).
Był również autorem wiersza Do Lelewela (być może zainspirowanego Mickiewiczowskim trzynastozgłoskowcem Do Joachima Lelewela), a także sonetów sławiących „rewolucyjne braterstwo słowiańskie”. We Francji podarował rękopisy Joachimowi Lelewelowi. W latach 1833–1834 Dziewicki pisał wiersze poświęcone wyprawie rewolucyjnej do Sabaudii, której był uczestnikiem. Według Jana Bartkowskiego, jeden z tych wierszy, zatytułowany Wigilia, został odczytany na głos w karczmie w Porrentruy w Szwajcarii, w Wigilię Bożego Narodzenia (24 grudnia 1833), w drodze do Sabaudii. Jan Bartkowski (a za nim Zbigniew Sudolski) przytoczył cały tekst tego wiersza w swoich wspomnieniach.
Dziewicki pracował również nad dłuższym poematem, inspirowanym wyprawą do Sabaudii – jego rękopis zabrał ze sobą do Anglii. Poematu nigdy nie ukończył, a ów rękopis zaginął w nieznanych okolicznościach i w nieznanym miejscu. Podczas pobytu w szwajcarskim Erlach (wiosną 1834) powstał wiersz Wyspiarze, który także zachował się w całości (tekst dostępny we wspomnieniach Bartkowskiego). Dziewicki napisał go pod wrażeniem wizyty na wyspie św. Piotra na jeziorze Bielersee – miejscu pobytu Jana Jakuba Rousseau w 1765 roku.
Wiersze Dziewickiego były publikowane w XIX wieku w prasie warszawskiej, galicyjskiej i w Zachodniej Europie. Kilka z nich zachowało się ponadto w rękopisie: Gitara, Grób szczęścia (oba napisane w Londonderry w 1842), Moje dostatki (napisany w Ealing).